# Tyskland ved sommer-OL 2024
Tyskland deltog i sommer-OL 2024 i Paris, Frankrig i perioden 26. juli til 11. august 2024.
Udøvere for Tyskland vandt totalt 33 medaljer.

## Medaljer
| 2024 Paris | Guld | Sølv | Bronze | Total |
| Tyskland   | 12   | 13   | 8      | 33    |

### Medaljevinderne
| Tyskland sommer-OL 2024 i Paris | Tyskland sommer-OL 2024 i Paris                          | Tyskland sommer-OL 2024 i Paris | Tyskland sommer-OL 2024 i Paris | Tyskland sommer-OL 2024 i Paris |
| Medalje                         | Navn                                                     | Sport                           | Event                           | Dato                            |
| ------------------------------- | -------------------------------------------------------- | ------------------------------- | ------------------------------- | ------------------------------- |
| Guld                            | Lukas Märtens                                            | Svømning                        | Mændenes 400 m fri              | 27. juli                        |
| Guld                            | Michael Jung                                             | Hestesport                      | Individual                      | 29. juli                        |
| Guld                            | Oliver Zeidler                                           | Roning                          | Men's single sculls             | 3. august                       |
| Guld                            | Jessica von Bredow-Werndl Isabell Werth Frederic Wandres | Hestesport                      | Team dressage                   | 3. august                       |
| Guld                            | Jessica von Bredow-Werndl                                | Hestesport                      | Individual dressage             | 4. august                       |
| Guld                            | Tim Hellwig Lisa Tertsch Lasse Lührs Laura Lindemann     | Triathlon                       | Mix Triatlon                    | 5. august                       |